# Слово некоего христолюбца и ревнителя по правой вере
Слово некоего христолюбца и ревнителя по правой вере — памятник русской церковной литературы, христианское сочинение, направленное против народных обычаев, языческих верований и обрядов.

## Текстология
Слово известно в большом числе списков. В издании Н. М. Гальковского учтено 15 рукописей. Вильо Мансиккой были указаны ещё три.
Мансикка выделил краткую и пространную редакции памятника. Пространную редакцию, известную в двух списках, он считал более поздней. Остальные списки представляют собой краткую редакцию, наиболее ранние из них входят в состав сборника «Златая чепь» конца XIV — начала XV века и Паисиевский сборник. Текстологическое исследование памятника по всем известным спискам не проводилось.
В пространной редакции Слово называется: «Се же изложено от многословесных книгь некымь христолюбьцемь, ревнителемь по правей вере на раздрушение льсти неприязнине, на укор творящимь таковая, на поучение правоверным и на причастье будущаго века послушающим книг сих святых и творящих делом повеления в оставление грехов».

## Датировка
Большинство учёных относит Слово к домонгольскому периоду (А. Н. Пыпин, Е. Е. Голубинский, Н. М. Гальковский). Только Вильо Мансикка датировал памятник более поздним временем, XIV веком. Е. В. Аничков считал, что Слово было произнесено между 1037 и 1054 годами в киевском Софийском соборе, куда на «соборную неделю» съезжались приходские священники. И. П. Русанова и Б. А. Тимощук датировали Слово XII веком.

## Происхождение
Согласно Аничкову, в первоначальном виде Слово ничего не сообщало о язычестве и осуждало только пиршества и сопряжённые с ними игры, песни и забавы. Перечни языческих богов и обрядов представляют собой позднейшие, постепенно разраставшиеся вставки. Слово, по мнению Аничкова, обращено не к пастве, а к съехавшимся на собор приходским священникам, причём в позднейшей редакции эта особенность ещё больше подчёркнута. Помимо Священного Писания, многочисленные цитаты из которого приведены в Слове, его автору было известно и апокрифическое «Видение Павла апостола», а по мнению Мансикки, также летопись. Одним из основных источников памятника Мансикка считал южнославянский фрагмент, опубликованный Н. С. Тихонравовым.

## Авторство
Филарет (Гумилевский) считал, что автором Слова являлся Феодосий Печерский. По мнению Татьяны Буланиной, эта точка зрения не выдерживает критики. Аничков считал автором создателя трёх произведений, также отнесённых к «христолюбцу»: отрывка из Паисиевского сборника, начинающегося словами: «Сидящу некогда святому отцю… и се принесоша житье некоего христолюбца», рассуждения о целомудрии (С. 216), «Слова некоего христолюбца и наказания отца духовнаго» (С. 216—221).

## Влияние
В пользу древности «Слова некоего христолюбца и ревнителя по правой вере» свидетельствует также тот факт, что его влияние присутствует в целом ряде сочинений древнерусской литературы, в том числе начального периода. Аничков отмечал заимствования из Слова в Поучении о казнях Божиих, которое приписывалось Феодосию, игумену Киево-Печерского монастыря, «Слове святого отца нашего Иоанна Златоустаго… о томь, како пьрвое погании веровали в идолы…», «Слове святых отець, како подобаеть христианом жити», «Поучении Иоанна Златоустаго». Учёный считал, что влияние «Слова некоего христолюбца» можно усмотреть в Поучении новгородского архиепископа Иоанна.

## Издания
- Аничков Е. В. Язычество и Древняя Русь. — СПб.: Типография М. М. Стасюлевича, 1914. — С. 369—379. — (Записки историко-филологического факультета СПб. университета. — Ч. 117).
- Буслаев Ф. Историческая христоматия церковнославянского и древнерусского языков. — М., 1861. — Стб. 519—525.
- Гальковский Н. М. Борьба христианства с остатками язычества в Древней Руси. — Т. 2. Древнерусские слова и поучения, направленные против остатков язычества в народе. — Записки императорского Московского археологического института. — М., 1913. — Т. 18. — С. 36—48.
- Летописи Тихонравова. — Т. 4. — С. 89—96.
- Памятники древнерусской церковно-учительной литературы. — СПб., 1897. — Вып. 3. — С. 224—231.
- Памятники общественной мысли Древней Руси: В 3-х т. — Том 1. Домонгольский период / [Составитель, автор вступ. ст. и коммент. И. Н. Данилевский]. — М.: Российская политическая энциклопедия (РОССПЭН), 2010. — (Библиотека отечественной общественной мысли с древнейших времён до начала XX века"). — С. 238—242. Перевод «Слова…» на русский язык.
- Срезневский И. И. Памятники. — С. 269—271.